# Mouvement Alternative socialiste (Portugal)
Le Mouvement Alternative socialiste (en portugais : Movimento Alternativa Socialista, abrégé en MAS) est un parti politique portugais trotskiste.

## Histoire
Le mouvement est fondé sous le nom de Rupture/FGR (en portugais : Ruptura/FER) au cours de son Ier congrès en avril 2000 ; ce nom symbolise l'union entre le mouvement de jeunesse Rupture (en portugais : Ruptura) et le Front de la gauche révolutionnaire (en portugais : Frente da Esquerda Revolucionária, abrégé en FER), parti politique trotskiste.
Jusque fin 2011, les militants de Rupture/FGR intègrent le Bloc de gauche à travers un courant interne dénommé Lutte socialiste (en portugais : Luta Socialista). En décembre de la même année, les membres de Lutte socialiste décident de quitter le Bloc de gauche et de se constituer en un parti politique autonome, le Mouvement Alternative socialiste. Le parti est officiellement fondé lors d'un congrès en date du 10 mars 2012.
Après une première tentative rejetée en avril 2013, l'inscription du MAS au registre des partis politiques portugais est actée par le Tribunal constitutionnel le 29 juillet de la même année.
Jusqu'en 2017, le MAS était la section portugaise de la Ligue internationale des travailleurs - Quatrième Internationale.

## Résultats électoraux

### Élections présidentielles
| Année | Candidat                | 1er tour                | 1er tour                | 1er tour                | 2d tour        | 2d tour        | 2d tour        |
| Année | Candidat                | Voix                    | %                       | Rang                    | Voix           | %              | Rang           |
| ----- | ----------------------- | ----------------------- | ----------------------- | ----------------------- | -------------- | -------------- | -------------- |
| 2016  | Soutien à Marisa Matias | Soutien à Marisa Matias | Soutien à Marisa Matias | Soutien à Marisa Matias | Pas de 2d tour | Pas de 2d tour | Pas de 2d tour |
| 2021  | Soutien à Marisa Matias | Soutien à Marisa Matias | Soutien à Marisa Matias | Soutien à Marisa Matias | Pas de 2d tour | Pas de 2d tour | Pas de 2d tour |

### Élections législatives
| Année | Tête de liste          | Voix                   | %                      | Rang                   | Sièges                 | Statut              |
| ----- | ---------------------- | ---------------------- | ---------------------- | ---------------------- | ---------------------- | ------------------- |
| 2015  | Coalition AGIR         | Coalition AGIR         | Coalition AGIR         | Coalition AGIR         | 0 / 230                | Extra-parlementaire |
| 2019  | Gil Garcia             | 3 331                  | 0,06                   | 21e                    | 0 / 230                | Extra-parlementaire |
| 2022  | Renata Cambra          | 6 157                  | 0,11                   | 18e                    | 0 / 230                | Extra-parlementaire |
| 2024  | Pas de liste présentée | Pas de liste présentée | Pas de liste présentée | Pas de liste présentée | Pas de liste présentée | Extra-parlementaire |
| 2025  | Pas de liste présentée | Pas de liste présentée | Pas de liste présentée | Pas de liste présentée | Pas de liste présentée | Extra-parlementaire |

### Élections européennes
| Année | Tête de liste | Voix   | %    | Rang | Sièges | Statut              |
| ----- | ------------- | ------ | ---- | ---- | ------ | ------------------- |
| 2014  | Gil Garcia    | 12 442 | 0,38 | 13e  | 0 / 21 | Extra-parlementaire |
| 2019  | Vasco Santos  | 6 641  | 0,20 | 17e  | 0 / 21 | Extra-parlementaire |

### Élections régionales

#### Région autonome des Açores
| Année | Tête de liste          | Voix                   | %                      | Rang                   | Sièges                 | Statut              |
| ----- | ---------------------- | ---------------------- | ---------------------- | ---------------------- | ---------------------- | ------------------- |
| 2016  | Eduardo Pimentel       | 66                     | 0,07                   | 13e                    | 0 / 57                 | Extra-parlementaire |
| 2020  | Pas de liste présentée | Pas de liste présentée | Pas de liste présentée | Pas de liste présentée | Pas de liste présentée | Extra-parlementaire |

#### Région autonome de Madère
| Année | Tête de liste          | Voix                   | %                      | Rang                   | Sièges                 | Statut              |
| ----- | ---------------------- | ---------------------- | ---------------------- | ---------------------- | ---------------------- | ------------------- |
| 2015  | José Carlos Jardim     | 1 715                  | 1,34                   | 9e                     | 0 / 47                 | Extra-parlementaire |
| 2019  | Pas de liste présentée | Pas de liste présentée | Pas de liste présentée | Pas de liste présentée | Pas de liste présentée | Extra-parlementaire |
| 2023  | Pas de liste présentée | Pas de liste présentée | Pas de liste présentée | Pas de liste présentée | Pas de liste présentée | Extra-parlementaire |

### Élections municipales
| Année | Municipalités          | Municipalités          | Municipalités          | Municipalités          | Municipalités          | Freguesias             | Freguesias             | Freguesias             |
| Année | %                      | Rang                   | Maires                 | Échevins               | Conseillers            | %                      | Rang                   | Conseillers            |
| ----- | ---------------------- | ---------------------- | ---------------------- | ---------------------- | ---------------------- | ---------------------- | ---------------------- | ---------------------- |
| 2013  | Pas de liste présentée | Pas de liste présentée | Pas de liste présentée | Pas de liste présentée | Pas de liste présentée | Pas de liste présentée | Pas de liste présentée | Pas de liste présentée |
| 2017  | 0,02                   | 37e                    | 0 / 308                | 0 / 2074               | 0 / 6461               | 0,00                   | 59e                    | 0 / 27019              |
| 2021  | 0,01                   | 56e                    | 0 / 308                | 0 / 2064               | 0 / 6448               | Pas de liste présentée | Pas de liste présentée | Pas de liste présentée |

### Source de traduction
- (pt) Cet article est partiellement ou en totalité issu de l’article de Wikipédia en portugais intitulé « Movimento Alternativa Socialista » (voir la liste des auteurs).